# Elezioni parlamentari in Siria del 1973
Le elezioni parlamentari in Siria del 1973 si tennero il 25-26 maggio. Esse videro la vittoria del Partito Ba'th, che ottenne 122 seggi su 195.
Si trattò delle prime elezioni a cui prese parte la fazione siriana del Partito Ba'th, perché il Partito Ba'th si era sciolto nel 1966.

## Risultati
| Liste                      | Voti | %     | Seggi |
| -------------------------- | ---- | ----- | ----- |
| Partito Ba'th              |      | 65,59 | 122   |
| Partito Comunista Siriano  |      | 4,30  | 8     |
| Unione Socialista Araba    |      | 3,23  | 6     |
| Movimento Socialista Arabo |      | 1,61  | 3     |
| Socialisti Unionisti       |      | 0,54  | 1     |
| Indipendenti               |      | 24,73 | 46    |
| Totale                     |      |       | 186   |